# Lobelia erinus
Lobelia erinus és una espècie de planta amb flors de la família de les campanulàcies, nativa d'Àfrica. La lobèlia de jardí necessita de 7 a 14 dies per germinar. Les seves flors són de color blau o violeta principalment. És una planta d'exterior emprada com a planta de temporada que creix a ple sol o a mitja ombra. S'ha de regar molt sovint.